# Graye-et-Charnay
Graye-et-Charnay ist eine französische Gemeinde mit 136 Einwohnern (Stand 1. Januar 2022) im Département Jura in der Region Bourgogne-Franche-Comté. Sie gehört zum Arrondissement Lons-le-Saunier und zum Kanton Saint-Amour.

## Geografie
Graye-et-Charnay grenzt an Loisia, Gigny, Véria und Chevreaux. Die Gemeindegemarkung wird vom Fluss Suran durchquert.

## Geschichte
1790–94 fusionierten die bisherigen Gemeinden Graye und Charnay zu Graye-et-Charnay.

### Bevölkerungsentwicklung
| Jahr                       | 1962 | 1968 | 1975 | 1982 | 1990 | 1999 | 2008 | 2017 |
| Einwohner                  | 151  | 139  | 130  | 129  | 113  | 101  | 140  | 139  |
| Quellen: Cassini und INSEE |      |      |      |      |      |      |      |      |

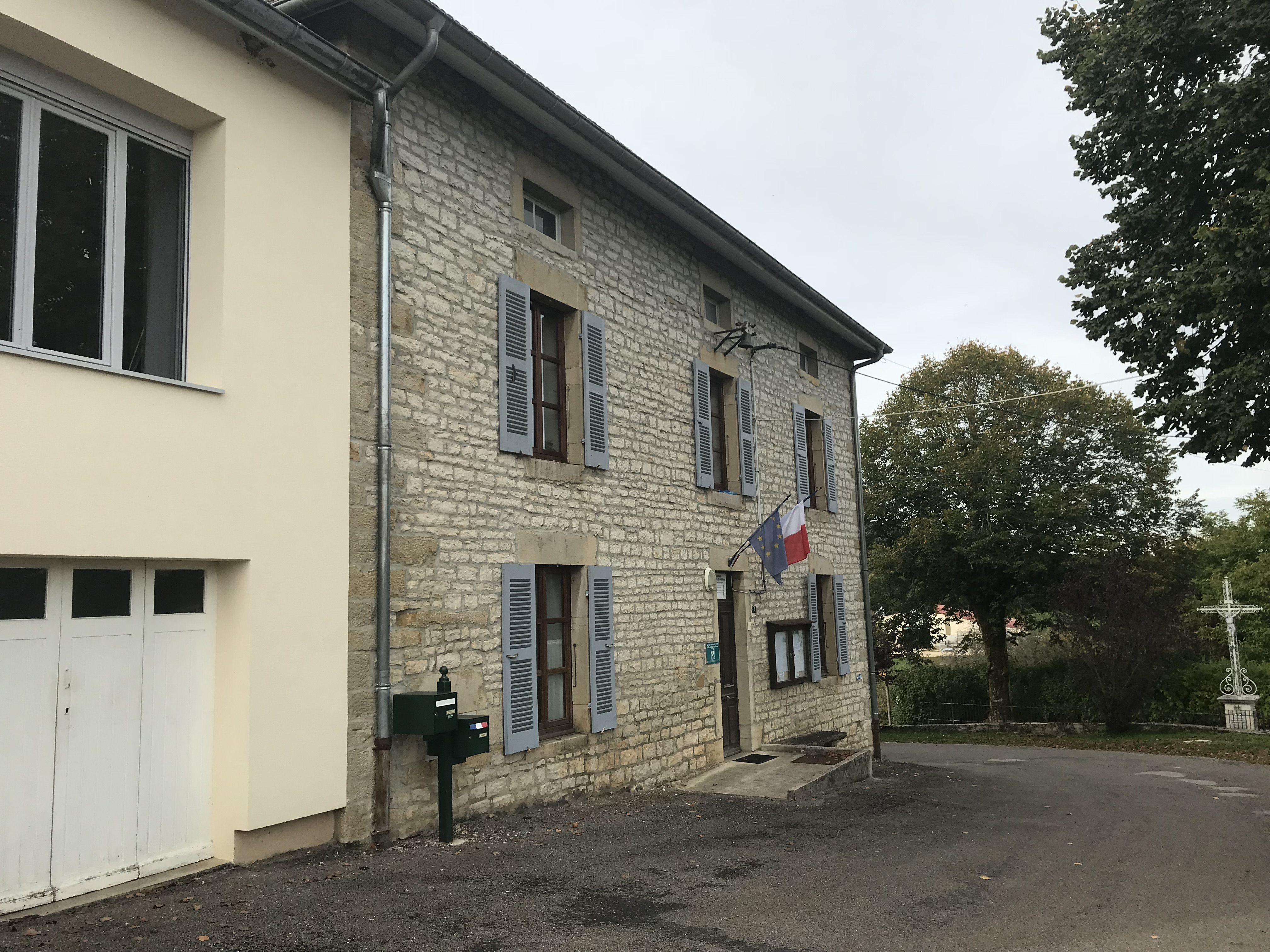
Mairie Graye-et-Charnay
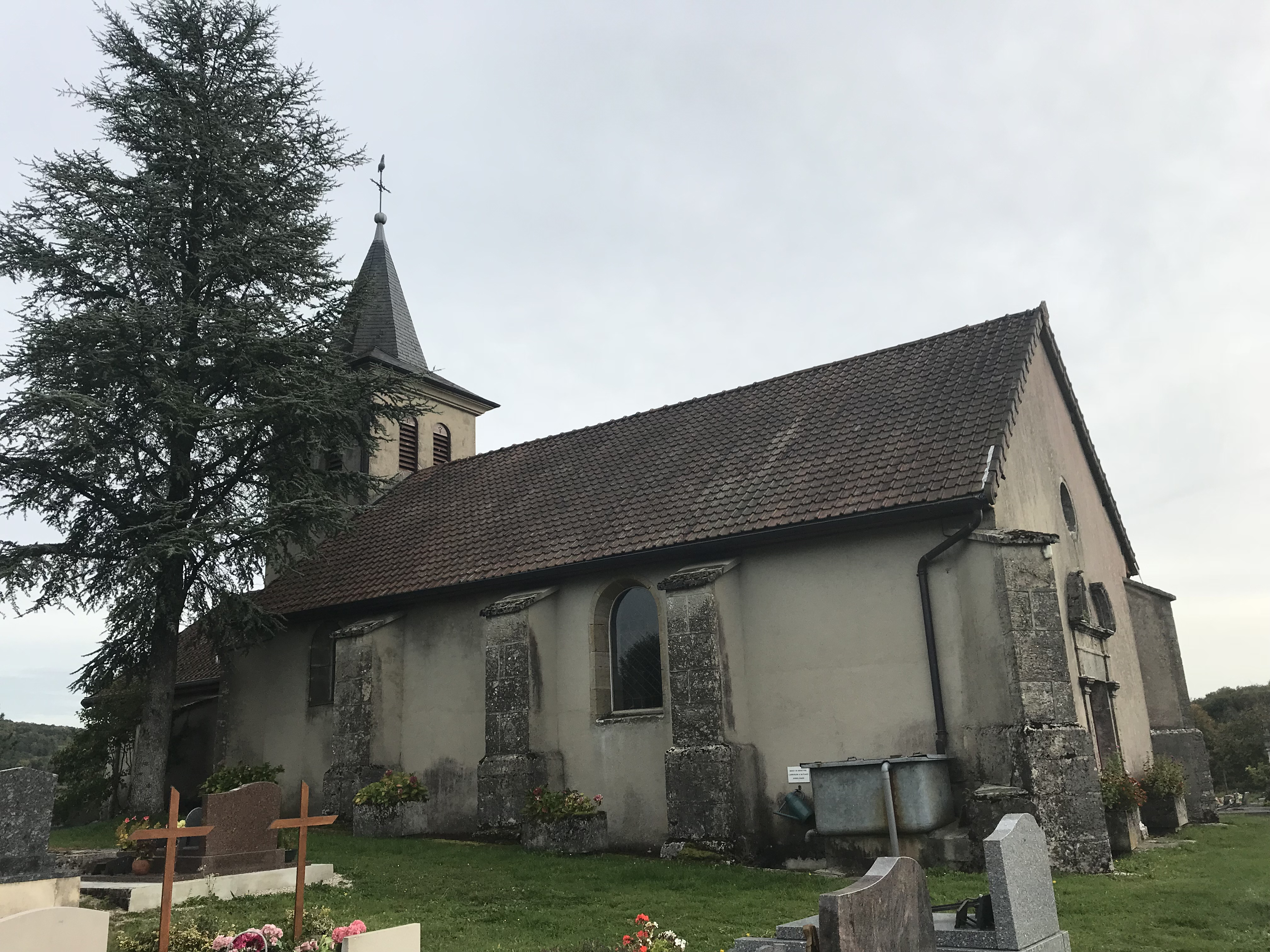
Kirche Saint-Saturnin